# Смердовка (приток Волги)
Смердовка — река в России, протекает в Назаровском сельском поселении Рыбинского района Ярославской области, впадает в Горьковское водохранилище, левый приток Волги. Имеет устье ниже Колокши и выше Талицы.
Исток реки находится в болотистом лесу в 1 км восточнее деревни Федюшино. Река течёт в основном на юго-запад. Оставляя справа деревню Ераково, пересекает автомобильную дорогу Рыбинск-Тутаев (по левому берегу Волги). В нижнем течении поворачивает на юго-восток, протекая между деревнями Беловское и Василево. Беловское — непосредственно на левом берегу, а Василево — по правому на удалении около 0,5 км с крутым подъёмом. Около километра нижнего течения проходят в глубоком овраге с обрывами 8 м. Впадает в Волгу примерно в 1 км ниже Василева и на 1 км выше Пирогово.
В устье Смердовки находится археологический памятник — стоянка 3 VI тысячелетия до н.э. (В документах "0,7 км к юго-востоку от Василево") 

## Топографическая карта
- Лист карты O-37-67 Песочное. Масштаб: 1 : 100 000. Состояние местности на 1981 год. Издание 1986 г.